# Afronoserius rauschorum
Afronoserius rauschorum är en skalbaggsart som först beskrevs av Karl Adlbauer 2001.  Afronoserius rauschorum ingår i släktet Afronoserius och familjen långhorningar. Inga underarter finns listade i Catalogue of Life.